# Dentro Faber
Dentro Faber è un box set di audiovisivi di Fabrizio De André del 2011, pubblicato in allegato con il Corriere della Sera. Il cofanetto è composto da 8 DVD contenenti alcuni spezzoni di concerti dal vivo, immagini d'archivio, interviste e materiale inedito del cantautore genovese.

## Tracce

### DVD 1: L'Amore (1:22:27)
1. Amore che vieni, amore che vai
2. L'amore platonico e la fedeltà
3. Uno la propria solitudine se la crea
  - Dolcenera
  - Jacki Marti intervista Fabrizio De André
  - Ninguém me ama
4. Ne facciamo una dedicata ai maggiori di 45 anni...
  - La canzone dell'amore perduto
  - Giugno '73
5. Hotel Supramonte
  - Immagini del processo
  - Hotel Supramonte
  - Mario Luzzatto Fegiz intervista Fabrizio De André
6. Laboratorio FaDo
  - La ballata dei De André
  - Vincenzo Mollica intervista Dori Ghezzi
  - Giovanna D'Arco
  - Intervista a Dori Ghezzi di Luca Facchini
7. L'amore sacro e l'amor profano
  - La città vecchia
  - Mario Luzzatto Fegiz intervista Fabrizio De André
  - Via del Campo interpretata da Enzo Jannacci
  - Vincenzo Mollica intervista Fabrizio De André
  - Bocca di Rosa

Contenuti Speciali
1. Un amore doloroso
  - Servizio di Tina Lepri sul sequestro
  - Hotel Supramonte
2. In Sardegna un anno dopo (La ballata dei De André)
3. Via del Campo (Videoclip)
4. Amore che vieni amore che vai (Videoclip).

### DVD 2: Gli Ultimi (1:21:26)
1. La solitudine e la libertà
2. Un popolo affetto da dromomania
  - Khorakhané - a forza di essere vento,
  - Giorgio Bezzecchi
  - Il popolo rom
3. Spiriti solitari
  - Ho visto Nina volare
  - Anime salve
4. I figli della luna
  - Andrea
  - I figli della luna
  - Il dolore di Princesa
  - Princesa
5. Scrivo prima di tutto per me stesso
  - Via del Campo
  - Leggenda di Natale
6. Desmedida plegaria
  - Smisurata preghiera

Contenuti Speciali
1. Incontro con Alvaro Mutis
  - Teresa Marchesi incontra Alvaro Mutis
  - Fabrizio De André e Alessandro Gennari
2. Le strade di Princesa
3. Ho visto Nina volare (Videoclip).

### DVD 3: Le Donne (1:13:57)
1. Le passanti, Donne
2. Franziska, Teresa, Maria
  - Franziska
  - Vincenzo Mollica intervista Fabrizio De André
  - L'infanzia di Maria
  - Rimini
3. Marinella
  - Enza Sampò intervista Fabrizio De André
  - Mina canta La canzone di Marinella
  - Marco Mei intervista Fabrizio De André
  - Vincenzo Mollica intervista Fabrizio De André
  - La canzone di Marinella
4. Barbara e Bocca di rosa
  - Bocca di rosa
5. Jamin-à
  - Chi è Jamin-à - Jamin-à
6. Nancy, Giovanna d'Arco, Suzanne
  - Nancy
  - Le traduzioni
  - Giovanna d'Arco
7. Nina
  - Immagini videoclip Ho visto Nina volare

Contenuti Speciali
1. Franziska
  - Franziska
2. Jamin-à
  - Jamin-à
3. Le passanti
  - Le passanti
  - Matrimonio
4. Nancy
  - Nancy
5. Nina
  - Cascina dell'Orto

### DVD 4: L'Uomo, Il Potere e la Guerra (1:15:34)
1. La guerra di Piero
2. La guerra parte prima 1961-1968
  - La guerra di Piero
  - Discorso su La Guerra di Piero
  - Fernanda Pivano ricorda Fabrizio De André
  - Luigi Tenco canta La ballata dell'eroe
  - Girotondo
  - Enza Sampò intervista Fabrizio De André
3. La guerra parte seconda 1978-1981
  - Andrea
  - Cristoforo Colombo e la (ri)scoperta dell'America
  - Fiume Sand Creek
4. La guerra parte terza 1984-1996
  - Sidùn
  - Fabrizio De André parla di Disamistade
  - Disamistade
5. Poco merito nella virtù
  - Paolo Villaggio parla di Carlo Martello
  - Il gorilla
  - Il merito e la virtù
  - Geordie
6. Tra noi e il cielo
  - Vincenzo Mollica intervista Fabrizio De André
  - Ottocento
  - Vincenzo Mollica intervista Fabrizio De André
  - Le nuvole
  - Don Raffaè

Contenuti Speciali
1. Le nuvole (Il senso del disco)
2. La guerra di Piero
3. Fiume Sand Creek
4. Sidùn.

### DVD 5: Genova e Mediterraneo (1:16:29)
1. Sidùn
  - Speciale Mixer Musica: Crêuza de mä
  - Vincenzo Mollica intervista Fabrizio De André
2. È come togliere a un animale l'istinto
  - Crêuza de mä
  - Franco Biancacci intervista Fabrizio De André
  - Sidùn
3. Una lingua viva
  - Sinàn Capudàn Pascià
  - 'Â pittima
  - Una piccola Odissea
  - Crêuza de mä
4. Una nostalgia immobile
  - Sinàn Capudàn Pascià
  - La lingua genovese
  - Il marinaio Cicala
  - Lingue e idiomi
5. Genova
  - A Genova
  - una domenica
  - La città vecchia
  - Così ho immaginato la mia pittima
  - Â pittima
  - …ma vengo soprattutto da Genova
  - Mariani
  - A çimma
6. Il ricordo
  - In mare c'è poco tempo per la nostalgia,
  - D'ä mæ riva,
  - Le acciughe fanno il pallone

Contenuti Speciali
1. Â duménega
  - Â duménega
  - Una scelta di vita: la Sardegna
2. È lunga la storia degli idiomi…
  - La poesia degli idiomi
  - Sinàn Capudàn Pascià
3. Ci siamo incontrati al momento giusto
  - Crêuza de mä
  - Quello che non ho
4. D'ä mæ riva e Carloforte
  - La lingua di Crêuza de mä

### DVD 6: Il Sacro (1:20:23)
1. Devi un po' rinascere dopo
  - Enza Sampò intervista Fabrizio De André
  - Inverno
  - Girotondo
2. Apocrifo vuol dire falso
  - Dai Vangeli Apocrifi alla Buona Novella
  - L'infanzia di Maria
  - Allontanata dal tempio
  - Il ritorno di Giuseppe
  - Subito dopo le nozze
  - Il sogno di Maria
  - L'umanizzazione del Vangelo
3. Non nominare il nome di Dio
  - L'esistenza di Dio
  - Tre madri
  - Il momento più alto della Buona Novella
  - Il testamento di Tito
4. Mi farebbe piacere che ci fosse un Dio
  - Una storia sbagliata
  - Preghiera in gennaio
5. Ave Maria
  - Mario Luzzatto Fegiz intervista Fabrizio De André

Contenuti Speciali
1. L'infanzia di Maria e Tre Madri
2. Una storia sbagliata
3. Il ritorno di Giuseppe
4. Il testamento di Tito.

### DVD 7: L'Anarchia (1:30:23)
1. L'utopia
  - La ballata del Miche'
  - L'incontro con Gregory Corso
  - Nicola Piovani parla di Storia di un impiegato
  - Canzone del maggio
2. Il cadavere di utopia
  - La domenica delle salme
3. Quel che non mi manca
  - L'Agnata e la Sardegna,
  - Quello che non ho,
  - Jacky Marti intervista Fabrizio De André,
  - Se ti tagliassero a pezzetti,
  - Marco Mei intervista Fabrizio De André
4. Banditi?
  - Hotel Supramonte, il giorno dopo, di Gibi Puggioni
  - Canto del servo pastore
5. Sono più modestamente un anarchico
  - Paolo Villaggio Parla di Fabrizio bambino
  - Ho scelto un'altra strada
  - Paolo Villaggio parla di Fabrizio anarchico
  - Mégu megún
  - Verdi pascoli
  - Amico fragile

Contenuti Speciali
1. I 'favolosi' anni '60
2. La domenica delle salme
3. Se ti tagliassero a pezzetti
4. Evaporato in una nuvola rossa
5. Quello che non ho

### DVD 8: Poesia in Forma di Canzone (1:10:38)
1. Mi sento abbastanza fortunato
  - Vincenzo Mollica intervista Nicola Piovani
  - Enza Sampò intervista Fabrizio De André
  - Ricky Belloni ricorda il primo concerto di Fabrizio De André
  - Via del Campo
  - Nicola Piovani parla dell'esigenza poetica di Fabrizio De André
2. Poeta o cantautore?
  - Premio Tenco 1997
  - Fernanda Pivano e lo Spoon River
  - Preferisco leggere
  - Il suonatore Jones interpretata da Dori Ghezzi con PFM
3. Poesia in metrica
  - Don Raffae
  - Â cúmba
  - Un miracolo si compie
  - non lo si spiega
4. Scrivere insieme
  - Fabrizio De André e Ivano Fossati
  - Fabrizio De André e Massimo Bubola
  - Una storia sbagliata
  - Vincenzo Mollica intervista Nicola Piovani,
  - Backstage Sarzana 1981
5. E ti piace lasciarti ascoltare
  - L'impatto col pubblico
  - Il pescatore
6. La sua voce
  - Cielito Lindo
  - Dolcenera
  - Enzo Biagi intervista Fabrizio De André
  - Volta la carta

Contenuti Speciali
1. Un mestiere adatto ai giovani?
  - La ballata dei De André
  - Via del Campo
2. Backstage Le Nuvole 1991
3. Backstage Premio Tenco 1997
4. Il tempo dell'attesa
5. Da Pindaro ai media
6. Cercare la bellezza.